# Maximilian Mayer
Maximilian Mayer, italianizzato in Massimiliano Mayer (Prenzlau, 30 agosto 1856 – Lipsia, 1939), è stato un archeologo tedesco.

## Biografia
Nato nel 1856 a Prenzlau, all'epoca parte del regno di Prussia, Mayer frequentò poi il prestigioso Gymnasium zum Grauen Kloster a Berlino. In seguito studiò archeologia classica e filologia a Berlino e Bonn e ricevette un dottorato da Carl Robert nel 1883 a Berlino.
Tra il 1889 e il 1893 intraprese diversi viaggi di studio in Europa e Asia Minore. Nel 1894 si stabilì a Bari su indicazione di Eugen Petersen della sezione di Roma dell'Istituto archeologico germanico; nel corso del suo periodo barese partecipò a diverse campagne di scavo in Terra di Bari, tra cui la prima al Pulo di Molfetta (1900-1901). Fu inoltre il primo direttore del museo archeologico di Bari, dal 1894 al 1903, del quale pubblicò il primo catalogo delle sue collezioni.
Nel 1909 Mayer tornò in Prussia e lavorò per la casa editrice Anton Hiersemann di Lipsia. I suoi anni in patria trascorsero in sostanziale povertà, tant'è che Theodor Wiegand organizzò una raccolta di donazioni in suo favore in occasione del suo 80º compleanno nel 1936.
Fu membro dell'Istituto archeologico germanico a partire dal 1893.

## Opere
- (LA) De Euripidis mythopoeia capita duo, Berlino, 1883.
- (DE) Der Protesilaos des Euripides, in Hermes, vol. 20, 1885,  pp. 101-143.
- (DE) Die Giganten und Titanen in der antiken Sage und Kunst, Berlino, 1887.
- Breve guida al museo provinciale di Bari, Bari, 1899.
- Le stazioni preistoriche di Molfetta. Relazione sugli scavi eseguiti nel 1901, Bari, 1904.
- La Coppa Tarantina di argento dorato del Museo Provinciale di Bari, Bari, 1910.
- (DE) Apulien vor und während der Hellenisierung, Lipsia, 1914.
- (DE) Molfetta und Matera. Zur Prähistorie Süditaliens und Siciliens, Lipsia, 1924.